# Eloeophila villiersi
Eloeophila villiersi is een tweevleugelige uit de familie steltmuggen (Limoniidae). De soort komt voor in het Afrotropisch gebied.